# Puccinia iostephanes
Puccinia iostephanes ist eine Ständerpilzart aus der Ordnung der Rostpilze (Pucciniales). Der Pilz ist ein Endoparasit der Korbblütler Iostephanes heterophylla, Viguiera eriophora und Viguiera dentata. Symptome des Befalls durch die Art sind Rostflecken und Pusteln auf den Blattoberflächen der Wirtspflanzen. Sie ist ein Endemit Mexikos.

## Merkmale

### Makroskopische Merkmale
Puccinia iostephanes ist mit bloßem Auge nur anhand der auf der Oberfläche des Wirtes hervortretenden Sporenlager zu erkennen. Sie wachsen in Nestern, die als gelbliche bis braune Flecken und Pusteln auf den Blattoberflächen erscheinen.

### Mikroskopische Merkmale
Das Myzel von Puccinia iostephanes wächst wie bei allen Puccinia-Arten interzellulär und bildet Saugfäden, die in das Speichergewebe des Wirtes wachsen. Ihre Spermogonien und Aecien sind bislang unbekannt. Die beidseitig auf den Wirtsblättern wachsenden Uredien des Pilzes sind zimtbraun. Ihre hell zimtbraunen bis goldenen Uredosporen sind 24–30 × 20–25 µm groß, eiförmig bis breitellipsoid und stachelwarzig. Die meist blattunterseitig wachsenden Telien der Art sind schwarzbraun, pulverig und unbedeckt. Die gold- bis kastanienbraunen Teliosporen sind zweizellig, in der Regel breitellipsoid, stachelwarzig und meist 35–50 × 28–34 µm groß. Ihre Stiele sind farblos und bis zu 120 µm lang.

## Verbreitung
Das bekannte Verbreitungsgebiet von Puccinia iostephanes umfasst lediglich den Süden Mexikos.

## Ökologie
Die Wirtspflanze von Puccinia iostephanes sind Iostephanes heterophylla, Viguiera eriophora und V. dentata. Der Pilz ernährt sich von den im Speichergewebe der Pflanzen vorhandenen Nährstoffen, seine Sporenlager brechen später durch die Blattoberfläche und setzen Sporen frei. Die Art durchläuft einen makrozyklischen Entwicklungszyklus mit Spermogonien, Aecien, Telien und Uredien. Als autoöker Parasit macht sie keinen Wirtswechsel durch.